# Can Robert (passeig de la Ribera, Sitges)
Can Robert és un edifici de Sitges (Garraf) inclosa a l'Inventari del Patrimoni Arquitectònic de Catalunya.

## Descripció
És un edifici entre mitgeres de planta baixa, dos pisos i golfes amb terrat superior. En general totes les obertures d'aquesta construcció són rectangulars. A la planta baixa hi ha tres obertures, les dues laterals emmarcades en pedra. Una tribuna ocupa el primer pis, i presenta com a element remarcable la barana de ferro i les rajoles de gust modernista. Al segon pis hi ha un balcó de dues obertures, amb motllura i una barana correguda de ferro. Les finestres de les golfes són rectangulars. El conjunt es completa amb una cornisa de coronament i la barana del terrat, calada i amb decoració geomètrica

## Història
D'acord amb la documentació conservada a l'Arxiu Històric Municipal de Sitges, el 29 de juliol del 1901, Francesc Robert va sol·licitar a l'Ajuntament permís d'obres per a la modificació de la façana de l'edifici de la seva propietat situat al passeig de la Ribera, número 16. Acompanyava la sol·licitud amb plànols signats per l'arquitecte Salvador Vinyals, datats el 27 de juny de 1901. El projecte fou aprovat el 20 de juliol del mateix any.